# Adieu fleuve Duman
Pour plus de détails, voir Fiche technique et Distribution.
Adieu fleuve Duman (hangeul : 두만강아 잘 있거라 ; hanja : 豆滿江아 잘 있거라 ; RR : Dumanganga jal itgeola ; MR : Tuman’gang-a chal itkŏra ; litt. « Au revoir Dumangang ») est un film sud-coréen réalisé par Im Kwon-taek, sorti en 1962.
Il s'agit du premier long métrage du réalisateur.

## Synopsis
De jeunes coréens vont combattre l'armée d'occupation japonaise en Mandchourie…

## Fiche technique
Sauf indication contraire ou complémentaire, les informations mentionnées dans cette section peuvent être confirmées par la base de données KMDb
- Titre : Adieu fleuve Duman
- Autre titre : Au revoir, rivière Duman
- Titre original : 두만강아 잘 있거라 (Dumanganga jal itgeola)
- Réalisation : Im Kwon-taek
- Scénario : Yu Han-chul
- Musique : Park Chun-suk
- Direction artistique : Won Je-rae
- Photographie : Choe Ho-jin
- Montage : Kim Hee-su
- Production : Choe Gwan-du
- Société de production : Han Heung Film Co, Ltd.
- Société de distribution : Han-Hong Movies
- Pays de production :  Corée du Sud
- Langue originale : coréen
- Format : noir et blanc - 35 mm
- Genres : guerre ; action
- Durée : 96 minutes
- Date de sortie :
  - Corée du Sud : 24 février 1962

## Distribution
Sauf indication contraire ou complémentaire, les informations mentionnées dans cette section peuvent être confirmées par la base de données Hancinema
- Kim Seok-hun : Nam Yeong-woo
- Hwang Hae : Seo Chang-hwan
- Moon Jung-suk : Kim Yeon-hwa
- Um Aing-ran : Kang Kyeong-ae
- Jang Dong-hwi : Wakino
- Heo Jang-kang : Min Tae-yeong
- Park Nou-sik : Woo Byeong-cheol
- Lee Dae-yub : Kim Hyeon-goo
- Kim Hye-jung : In-hyang
- Hwang Jung-soon : Joon-rye
- Choi Nam-hyun : Na Se-ryoon
- Kim Dong-won : Choi Soo-bong
- Jang Hyeok : Park Myeong-goo

### Documentation
- Farwell Duman River sur le site du Festival des 3 continents de Nantes (2015)